# جان بست
جان بست (انگلیسی: John Best; ۱۱ ژوئیهٔ ۱۹۴۰ – ۵ اکتبر ۲۰۱۴) بازیکن فوتبال اهل ایالات متحده آمریکا بود.
از باشگاه‌هایی که در آن بازی کرده‌است می‌توان به باشگاه فوتبال استوک‌پورت کانتی، باشگاه فوتبال ترانمره راورز، باشگاه فوتبال لیورپول، و تیم ملی فوتبال ایالات متحده آمریکا اشاره کرد.